# Zestienen
Zestienen is een spelvorm van voetbal. De naam stamt af van het bekende straatvoetbalspel tienen. Bij zestienen is het de bedoeling om van buiten het zestienmetergebied van het voetbalveld te scoren. Er zijn meerdere varianten van zestienen, zo heeft iedere groep zijn eigen spelregels. Bij zestienen mag de bal niet met de handen worden gespeeld, behalve door de keeper. Wanneer er wordt geschoten en de bal niet in het doel belandt, moet diegene die heeft gemist gaan keepen. Indien men op 0 punten komt te staan, zal deze op de lijn van doel moeten gaan staan om bestraft te worden met kontjekick.

## Spelregels
Start van het spelHet speelveld is meestal een helft van een normaal voetbalveld. Rondom de zestien wordt vaak geschoten, maar uiteraard mag men vanaf zo ver schieten als men wil, indien het maar buiten het doelgebied is. Iedereen begint met een aantal van 10 punten. Er wordt dus niet geboden op het aantal punten als bij tienen. Om te bepalen wie er als eerst moet keepen wordt er latje geschoten. Diegene wie het verst van de lat af schiet, moet gaan keepen.
AftrapZorg dat de keeper duidelijk is gemaakt dat er is begonnen. Dan is het spel begonnen en mag er van buiten het doelgebied geschoten worden. Dit mogen zowel stil liggende als rollende ballen zijn. Wanneer er wordt geschoten en de bal gaat in het doel, dan gaat er bij de keeper een punt af. Wordt er gemist dan moet diegene die miste keepen. Het spel mag dan snel hervat worden door de afgeloste keeper. Dit kan bijvoorbeeld door aan te rollen voor een andere speler. Dan kan er gescoord worden als de nieuwe keeper nog niet klaar staat. Zo wordt het spel tempo hoog gehouden.
Paal en latIndien er via de paal wordt gescoord, worden de punten gehalveerd. Indien een oneven aantal punten wordt gehalveerd, wordt deze naar beneden afgerond. (Bijvoorbeeld 7 gehalveerd wordt 3 punten.) Als er een doelpunt wordt gemaakt via de lat gaan alle punten eraf. Als een bal via de keeper, vervolgens via de paal of lat erin gaat worden deze regels ook toegepast. Ook als de bal via de paal of laat gaat en dan de keeper worden de regels toegepast. Wordt er geschoten en gaat de bal via de paal of lat uit of buiten het doelgebied, moet de schutter keepen.
ReboundWordt er op doel geschoten en belandt de bal op de paal, lat of wordt deze niet klem gepareerd door de keeper, dan mag er in de rebound geschoten worden. Heeft de bal gestuiterd dan moet deze ineens worden geschoten, zonder aan te raken. Raakt de bal in de rebound niet de grond, dan mag er worden aangenomen en gevolleyd worden. Als de bal maar niet op de grond belandt en maximaal één maal wordt aangeraakt voor het schieten. De rebound regels mogen in één schot sessie slechts 3 maal worden toegepast. Gaat de bal buiten het doelgebied dan is de rebound ook voorbij.
StrafpuntenAls er wordt geschoten over of naast het vangnet krijgt de schutter één strafpunt. Wanneer het schot van de schutter wordt gepareerd en betreffende schutter dus keeper wordt, mag de schutter de bal niet meer aanraken. Doet hij dit wel resulteert dat in één strafpunt. Ook als een speler nog maar één punt heeft, wordt de regel toegepast. Dan heeft men verloren.
Moeilijkere variantenEr is een variant om het spel moeilijker te maken. Dan mag er ook niet in de halve cirkel worden geschoten op rand van het doelgebied. Een rebound mag dan wel binnen de halve cirkel worden geschoten. De spel hervatting vanuit keeper mag dan ook binnen de cirkel worden geschoten. Indien het laatste punt van de keeper op het spel staat, mag er niet uit een spel hervatting worden gescoord binnen de halve cirkel. Soms wordt ook het laatste punt gescoord met het chocolade been, met andere woorden het verkeerde been. Dit moet duidelijk van tevoren worden afgesproken. Indien toch met het sterkere been scoort wordt, heeft de keeper weer 10 punten.
VerlorenDiegene die het eerst op 0 punten staat heeft verloren. Dan wordt de speler bestraft door middel van kontje kick. De verliezer gaat gebukt met zijn kont naar het veld op de doellijn staan en vanaf 5 meter mag er door iedere speler een keer worden geschoten op de kont van de verliezer. Als men met minder mensen speelt, dan kan men ook afspreken dat iedere speler vaker mag schieten.
StoppenOm te stoppen in een potje, moet men het opgeven. Dit resulteert wel in een verlies en zal kontje kick worden toegepast. Bij extreme omstandigheden, mag dit wel eens door de vingers worden gezien.
Nieuwe spelerIndien er een speler later bij komt mag men keepen voor het laagst aantal punten van dat moment.